# Stanislas Jarlin
Stanislas-François Jarlin CM (chiń. 林懋德; ur. 20 stycznia 1856 w Sète, zm. 26 stycznia 1933 w Pekinie) – francuski duchowny rzymskokatolicki, misjonarz, wikariusz apostolski Północnego Zhili/Pekinu.

## Biografia
W 1888 wyjechał na misje do Chin. 20 stycznia 1889 w Pekinie otrzymał święcenia prezbiteriatu i został kapłanem Zgromadzenia Księży Misjonarzy.
23 grudnia 1899 papież Leon XIII mianował go koadiutorem wikariusza apostolskiego Północnego Zhili oraz biskupem tytularnym pharbaethuskim. 29 kwietnia 1900 w Pekinie przyjął sakrę biskupią z rąk wikariusza apostolskiego Północnego Zhili Pierra-Marii-Alphonsa Faviera CM. Współkonsekratorami byli wikariusz apostolski Południowo-Wschodniego Zhili Henri-Joseph Bulté SI oraz wikariusz apostolski Południowo-Zachodniego Zhili Jules Bruguière CM.
Niedługo po sakrze zyskał sławę dzięki organizowaniu obrony misji dyplomatycznych obleganych przez bokserów. 5 kwietnia 1905, po śmierci bpa Faviera, został wikariuszem apostolskim Północnego Zhili, który to urząd pełnił do śmierci. 3 grudnia 1924 jego tytuł zmieniono na wikariusz apostolski Pekinu.
Od objęcia funkcji w 1905 do przybycia do Pekinu pierwszego delegata apostolskiego w Chinach abpa Celso Costantiniego w listopadzie 1922, był faktycznym pośrednikiem pomiędzy Stolicą Apostolską a chińskimi władzami. Był zwolennikiem francuskiego protektoratu nad misjami katolickimi i przeciwnikiem sinizacji Kościoła. Jednak w 1926, po wyświęceniu przez papieża Piusa XI na biskupów pierwszych Chińczyków, opowiedział się za zmianami. Podległe mu misje osiągnęły duży sukces - w 1905 objął wikariat liczący ok. 40 000 katolików, w dniu jego śmierci w 1933 na tym samym terytorium (podzielonym już na kilka wikariatów) było już ponad 400 000 katolików.